# Nage en eau libre aux championnats du monde de natation 2022
Navigation
Gwangju 2019 Fukuoka 2023
Sept épreuves de nage en eau libre sont disputées dans le cadre des Championnats du monde de natation 2022 organisés à Budapest (Hongrie). Elles se déroulent du 26 au 30 juin 2022,.

## Programme
Tous les horaires correspondent à l'UTC+2
| Date         | Heure | Course           |
| ------------ | ----- | ---------------- |
| 26 juin 2022 | 13:00 | 6 km par équipes |
| 27 juin 2022 | 09h00 | 5 km hommes      |
| 27 juin 2022 | 12h00 | 5 km femmes      |
| 29 juin 2022 | 08h00 | 10 km femmes     |
| 29 juin 2022 | 12h00 | 10 km hommes     |
| 30 juin 2022 | 09h00 | 25 km hommes     |
| 30 juin 2022 | 09:00 | 25 km femmes     |

## Podiums
| Hommes             |                                                                      |                                                                        |                                                                                              |
| 5 km               | Florian Wellbrock                                                    | Gregorio Paltrinieri                                                   | Mykhailo Romanchuk                                                                           |
| 10 km              | Gregorio Paltrinieri                                                 | Domenico Acerenza                                                      | Florian Wellbrock                                                                            |
| 25 km              | Dario Verani                                                         | Axel Reymond                                                           | Péter Gálicz                                                                                 |
| Femmes             |                                                                      |                                                                        |                                                                                              |
| 5 km               | Ana Marcela Cunha                                                    | Aurélie Muller                                                         | Giulia Gabbrielleschi                                                                        |
| 10 km              | Sharon van Rouwendaal                                                | Leonie Beck                                                            | Ana Marcela Cunha                                                                            |
| 25 km              | Ana Marcela Cunha                                                    | Lea Boy                                                                | Sharon van Rouwendaal                                                                        |
| Par équipes mixtes |                                                                      |                                                                        |                                                                                              |
| 6 km               | Allemagne- Lea Boy - Leonie Beck - Florian Wellbrock - Oliver Klemet | Hongrie- Réka Rohács - Anna Olasz - Kristóf Rasovszky - Dávid Betlehem | Italie- Giulia Gabbrielleschi - Ginevra Taddeucci - Domenico Acerenza - Gregorio Paltrinieri |

## Tableau des médailles
| Rang  | Nation | Or | Argent | Bronze | Total |
| ----- | ------ | -- | ------ | ------ | ----- |
| 1     |        | 2  | 2      | 2      | 6     |
| 2     |        | 2  | 2      | 1      | 5     |
| 3     |        | 2  | 0      | 1      | 3     |
| 4     |        | 1  | 0      | 1      | 2     |
| 5     |        | 0  | 2      | 0      | 2     |
| 6     |        | 0  | 1      | 1      | 2     |
| 7     |        | 0  | 0      | 1      | 1     |
| Total | Total  | 7  | 7      | 7      | 21    |

## Résultats détaillés

### 5km
| Rang               | Nageur               | Pays      | Temps         |
| ------------------ | -------------------- | --------- | ------------- |
| Médaille d'or      | Florian Wellbrock    | Allemagne | 52 min 48 s 8 |
| Médaille d'argent  | Gregorio Paltrinieri | Italie    | 52 min 52 s 7 |
| Médaille de bronze | Mykhailo Romanchuk   | Ukraine   | 53 min 13 s 9 |
| 4                  | Domenico Acerenza    | Italie    | 53 min 22 s 6 |
| 5                  | Marc-Antoine Olivier | France    | 53 min 26 s   |
| 6                  | Logan Fontaine       | France    | 53 min 43 s 2 |
| 7                  | Dávid Betlehem       | Hongrie   | 54 min 22 s   |
| 8                  | Kyle Lee             | Australie | 54 min 28 s 2 |
| 9                  | Kristóf Rasovszky    | Hongrie   | 54 min 28 s 3 |
| 10                 | Nicholas Sloman      | Australie | 54 min 28 s 4 |

| Rang               | Nageuse               | Pays      | Temps         |
| ------------------ | --------------------- | --------- | ------------- |
| Médaille d'or      | Ana Marcela Cunha     | Brésil    | 57 min 52 s 9 |
| Médaille d'argent  | Aurélie Muller        | France    | 57 min 53 s 8 |
| Médaille de bronze | Giulia Gabbrielleschi | Italie    | 57 min 54 s 9 |
| 4                  | Leonie Beck           | Allemagne | 57 min 56 s 2 |
| 5                  | María de Valdés       | Espagne   | 57 min 59 s 0 |
| 6                  | Ginevra Taddeucci     | Italie    | 58 min 0 s 4  |
| 7                  | Viviane Jungblut      | Brésil    | 58 min 0 s 5  |
| 8                  | Moesha Johnson        | Australie | 58 min 2 s 5  |
| 9                  | Jeannette Spiwoks     | Allemagne | 58 min 6 s 2  |
| 10                 | Sharon van Rouwendaal | Pays-Bas  | 58 min 8 s 9  |

### 10km
| Rang               | Nageur               | Pays      | Temps             |
| ------------------ | -------------------- | --------- | ----------------- |
| Médaille d'or      | Gregorio Paltrinieri | Italie    | 1 h 50 min 56 s 8 |
| Médaille d'argent  | Domenico Acerenza    | Italie    | 1 h 50 min 58 s 2 |
| Médaille de bronze | Florian Wellbrock    | Allemagne | 1 h 51 min 11 s 2 |
| 4                  | Marc-Antoine Olivier | France    | 1 h 51 min 11 s 5 |
| 5                  | Dávid Betlehem       | Hongrie   | 1 h 51 min 29 s 8 |
| 6                  | Mykhailo Romanchuk   | Ukraine   | 1 h 51 min 41 s 6 |
| 7                  | Niklas Frach         | Allemagne | 1 h 51 min 45 s 8 |
| 8                  | Nicholas Sloman      | Australie | 1 h 51 min 58 s 1 |
| 9                  | Jan Hercog           | Autriche  | 1 h 53 min 7 s 9  |
| 10                 | Logan Vanhuys        | Belgique  | 1 h 53 min 24 s 5 |

| Rang               | Nageuse               | Pays       | Temps            |
| ------------------ | --------------------- | ---------- | ---------------- |
| Médaille d'or      | Sharon van Rouwendaal | Pays-Bas   | 2 h 2 min 29 s 2 |
| Médaille d'argent  | Leonie Beck           | Allemagne  | 2 h 2 min 29 s 7 |
| Médaille de bronze | Ana Marcela Cunha     | Brésil     | 2 h 2 min 30 s 7 |
| 4                  | Aurélie Muller        | France     | 2 h 2 min 36 s 7 |
| 5                  | Katie Grimes          | États-Unis | 2 h 2 min 37 s 2 |
| 6                  | Anna Olasz            | Hongrie    | 2 h 2 min 39 s 1 |
| 7                  | Angélica André        | Portugal   | 2 h 2 min 39 s 3 |
| 8                  | Lea Boy               | Allemagne  | 2 h 2 min 40 s 5 |
| 9                  | Moesha Johnson        | Australie  | 2 h 2 min 42 s 0 |
| 10                 | María de Valdés       | Espagne    | 2 h 2 min 42 s 8 |

### 25km
| Rang               | Nageur           | Pays           | Temps            |
| ------------------ | ---------------- | -------------- | ---------------- |
| Médaille d'or      | Dario Verani     | Italie         | 5 h 2 min 21 s 5 |
| Médaille d'argent  | Axel Reymond     | France         | 5 h 2 min 22 s 7 |
| Médaille de bronze | Péter Gálicz     | Hongrie        | 5 h 2 min 35 s 4 |
| 4                  | Marcel Schouten  | Pays-Bas       | 5 h 2 min 46 s 7 |
| 5                  | Kyle Lee         | Australie      | 5 h 2 min 48 s 5 |
| 6                  | Lars Bottelier   | Pays-Bas       | 5 h 2 min 51 s 6 |
| 7                  | Matteo Furlan    | Italie         | 5 h 2 min 53 s 8 |
| 8                  | Ákos Kalmár      | Hongrie        | 5 h 3 min 52 s 2 |
| 9                  | Cho Cheng-chi    | Taipei chinois | 5 h 4 min 18 s 7 |
| 10                 | Alberto Martínez | Espagne        | 5 h 4 min 22 s 5 |

| Nageuse            | Pays                  | Temps      |                   |
| ------------------ | --------------------- | ---------- | ----------------- |
| Médaille d'or      | Ana Marcela Cunha     | Brésil     | 5 h 24 min 15 s 0 |
| Médaille d'argent  | Lea Boy               | Allemagne  | 5 h 24 min 15 s 2 |
| Médaille de bronze | Sharon van Rouwendaal | Pays-Bas   | 5 h 24 min 15 s 3 |
| 4                  | Barbara Pozzobon      | Italie     | 5 h 24 min 16 s 3 |
| 5                  | Caroline Jouisse      | France     | 5 h 25 min 32 s 1 |
| 6                  | Elea Linka            | Allemagne  | 5 h 25 min 36 s 7 |
| 7                  | Anna Auld             | États-Unis | 5 h 26 min 25 s 6 |
| 8                  | Réka Rohács           | Hongrie    | 5 h 26 min 28 s 6 |
| 9                  | Hanano Kato           | Japon      | 5 h 26 min 30 s 9 |
| 10                 | Kensey McMahon        | États-Unis | 5 h 30 min 19 s 1 |

### 6kmpar équipes
| Rang               | Pays       | Nageurs                                                                        | Temps            |
| ------------------ | ---------- | ------------------------------------------------------------------------------ | ---------------- |
| Médaille d'or      | Allemagne  | Lea Boy Leonie Beck Florian Wellbrock Oliver Klemet                            | 1 h 4 min 40 s 5 |
| Médaille d'argent  | Hongrie    | Réka Rohács Anna Olasz Kristóf Rasovszky Dávid Betlehem                        | 1 h 4 min 43 s 0 |
| Médaille de bronze | Italie     | Giulia Gabbrielleschi Ginevra Taddeucci Domenico Acerenza Gregorio Paltrinieri | 1 h 4 min 43 s 0 |
| 4                  | France     | Caroline Jouisse Marc-Antoine Olivier Aurélie Muller Sacha Velly               | 1 h 4 min 56 s 4 |
| 5                  | Brésil     | Cibelle Jungblut Viviane Jungblut Bruce Almeida Guilherme Costa                | 1 h 5 min 29 s 1 |
| 6                  | Australie  | Chelsea Gubecka Moesha Johnson Nicholas Sloman Bailey Armstrong                | 1 h 5 min 30 s 8 |
| 7                  | États-Unis | Charlie Clark Brennan Gravley Mariah Denigan Bella Sims                        | 1 h 5 min 50 s 5 |
| 8                  | Chine      | Sun Jiake Xin Xin Tang Haoyang Zhang Ziyang                                    | 1 h 6 min 21 s 8 |
| 9                  | Japon      | Airi Ebina Yukimi Moriyama Taishin Minamide Kaiki Furuhata                     | 1 h 6 min 32 s 9 |
| 10                 | Portugal   | Angélica André Mafalda Rosa Tiago Campos Diogo Cardoso                         | 1 h 7 min 8 s 0  |